# Endotrichum densum
Endotrichum densum är en bladmossart som beskrevs av Frans François Dozy och Molkenboer 1844. Endotrichum densum ingår i släktet Endotrichum, klassen egentliga bladmossor, divisionen bladmossor och riket växter. Inga underarter finns listade i Catalogue of Life.